# Kreuzmast
Der Kreuzmast ist ein Segel-Schiffsmast, der hinter dem Großmast positioniert und zumeist der hinterste auf einem Schiff ist. Den Namen verdankt er der Führung seiner Brassen. Die Kreuzunterrahbrassen laufen kreuzweise von der Backbordrahnock zur Steuerbordwant des davor stehenden Großmastes, bei den Steuerbordbrassen ist es umgekehrt. Sie verlaufen dann durch mehrere Blöcke an Deck zur Nagelbank hinter dem Großmast, so dass man die Steuerbordbrassen an Backbord findet und umgekehrt. Auf diese Weise wird weitgehend verhindert, dass sich die an den Brassen des Fockmastes und an den Brassen des Kreuzmastes arbeitenden Seeleute gegenseitig behindern.

## Bezeichnungen und Reihenfolge
Übersicht der Bezeichnungen siehe Schiffsmast.
In Deutschland gibt es seit dem ausgehenden 19. Jahrhundert eine Tendenz, den letzten Mast eines Vollschiffes Kreuzmast und den entsprechenden bei einer Bark Besanmast zu nennen. Auch kam es vor, dass der dritte Mast einer Viermastbark als Kreuzmast bezeichnet wurde, obwohl dessen Brassen nach achtern zum Besanmast gefahren wurden. Somit war nach dieser Nomenklatur der Kreuzmast der letzte rahgetakelte Mast eines Großseglers. Vor dieser Zeit waren die Bezeichnungen Besan und Kreuz synonym in Gebrauch.
Unabhängig von der Takelung ist der Kreuzmast
bei Dreimastschiffen
- der letzte Mast

bei Viermastschiffen
- der letzte Mast

bei Fünfmastschiffen
- der letzte rahgetakelte Mast (deutsches System)
- der dritte Mast (deutsch nach engl. System)

bei Sechsmastschiffen
- der dritte Mast (deutsch nach engl. System)

In der englischen Terminologie der Schiffsmasten erscheint der Kreuzmast als „mizzen mast“ und ist der Mast hinter dem „main mast“ (wörtl.: Hauptmast = „Großmast“ im deutschen System).
Der Kreuzmast besteht aus:
- Kreuzuntermast
- Kreuzmarsstenge
- Kreuzbramstenge
- Kreuzroyalstenge (wenn nicht Teil der Kreuzbramstenge)
- Kreuzskystenge (wenn nicht Teil der Kreuzbram- oder Kreuzroyalstenge)

Die Rahen heißen:
- Kreuz(unter)rah (Bagienrah)
- Kreuzuntermarsrah (bei ungeteiltem Marssegel: Kreuzmarsrah)
- Kreuzobermarsrah
- Kreuzunterbramrah (bei ungeteiltem Bramsegel: Kreuzbramrah)
- Kreuzoberbramrah
- Kreuzroyalrah
- Kreuzskyrah

Die Gaffeln heißen
- Besanbaum
- Besangaffel
- Oberbesangaffel

Dementsprechend heißen die Segel:
- Besansegel
- Oberbesansegel
- Besantoppsegel
- Bagien oder Kreuzsegel
- Kreuzuntermarssegel (bei ungeteiltem Marssegel: Kreuzmarssegel)
- Kreuzobermarssegel
- Kreuzunterbramsegel (bei ungeteiltem Bramsegel: Kreuzbramsegel)
- Kreuzoberbramsegel
- Kreuzroyalsegel
- Kreuzskysegel